# Байрон (Вайоминг)
Байрон (англ. Byron, Wyoming) — город, расположенный в округе Биг-Хорн (штат Вайоминг, США) с населением в 557 человек по статистическим данным переписи 2000 года.

## География
По данным Бюро переписи населения США город Байрон имеет общую площадь в 2,33 квадратных километров, из которых 2,07 кв. километров занимает земля и 0,26 кв. километров — вода. Площадь водных ресурсов округа составляет 11,16 % от всей его площади.
Город Байрон расположен на высоте 1228 метров над уровнем моря.

## История
Город был образован 7 июня 1910 года и получил своё название в честь главы первых поселенцев Сешна Байрона, основавшего 22 мая 1900 года стоянку на месте нынешнего города. Байрон в то время занимал пост генерального директора строительной фирмы «Sidon Canal Construction Company». Недалеко от города находятся нефтяные месторождения, культивируются земля под сельскохозяйственные культуры. Протекающая близ населённого пункта река Шошони обеспечивает потребности города в пресной воде.

## Демография
По данным переписи населения 2000 года в Байроне проживало 557 человек, 148 семей, насчитывалось 195 домашних хозяйств и 217 жилых домов. Средняя плотность населения составляла около 256 человек на один квадратный километр. Расовый состав Байрона по данным переписи распределился следующим образом: 90,84 % белых, 0,36 % — коренных американцев, 1,62 % — представителей смешанных рас, 7,18 % — других народностей. Испаноговорящие составили 14,00 % от всех жителей города.
Из 195 домашних хозяйств в 37,4 % — воспитывали детей в возрасте до 18 лет, 57,4 % представляли собой совместно проживающие супружеские пары, в 14,9 % семей женщины проживали без мужей, 23,6 % не имели семей. 20,0 % от общего числа семей на момент переписи жили самостоятельно, при этом 9,7 % составили одинокие пожилые люди в возрасте 65 лет и старше. Средний размер домашнего хозяйства составил 2,86 человек, а средний размер семьи — 3,34 человек.
Население города по возрастному диапазону по данным переписи 2000 года распределилось следующим образом: 32,9 % — жители младше 18 лет, 7,4 % — между 18 и 24 годами, 21,2 % — от 25 до 44 лет, 24,8 % — от 45 до 64 лет и 13,8 % — в возрасте 65 лет и старше. Средний возраст жителей составил 34 года. На каждые 100 женщин в Байрон приходилось 106,3 мужчин, при этом на каждые сто женщин 18 лет и старше приходилось 93,8 мужчин также старше 18 лет.
Средний доход на одно домашнее хозяйство в городе составил 34 375 долларов США, а средний доход на одну семью — 37 045 долларов. При этом мужчины имели средний доход в 33 409 долларов США в год против 16 667 долларов среднегодового дохода у женщин. Доход на душу населения в городе составил 11 931 доллар в год. 19,9 % от всего числа семей в округе и 22,6 % от всей численности населения находилось на момент переписи населения за чертой бедности, при этом 34,6 % из них были моложе 18 лет и 9,1 % — в возрасте 65 лет и старше.